# Atopophlebia flowersi
Atopophlebia flowersi is een haft uit de familie Leptophlebiidae. De wetenschappelijke naam van de soort is voor het eerst geldig gepubliceerd in 1996 door Domínguez & Molineri.